# Bouc-Bel-Air
Bouc-Bel-Air è un comune francese di 13 820 abitanti situato nel dipartimento delle Bocche del Rodano della regione della Provenza-Alpi-Costa Azzurra.

## Società

### Evoluzione demografica
Abitanti censiti